# Edeby, Ripsa

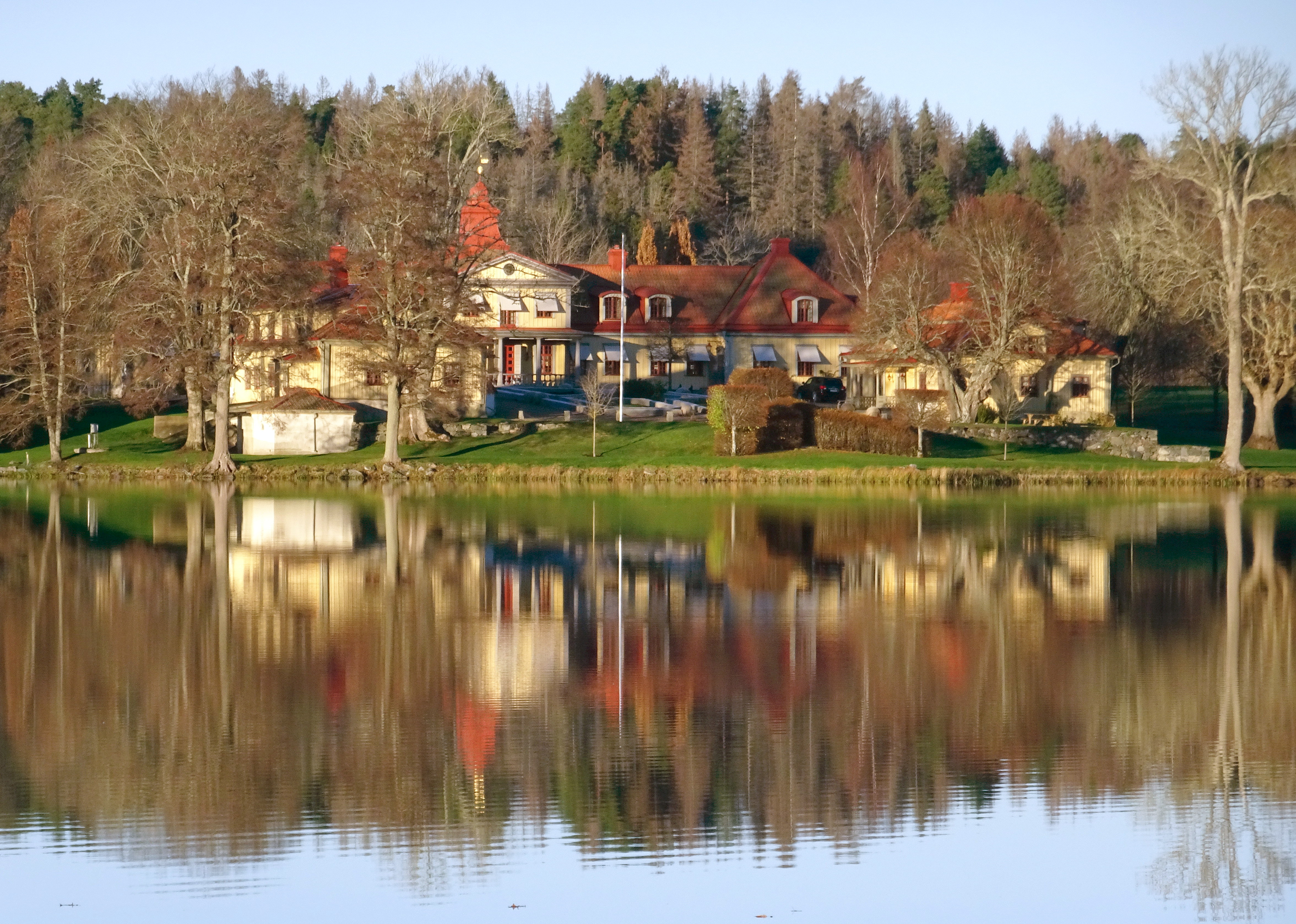
Edeby gård sedd över Edebysjön i november 2021.

Edeby är en herrgård och ett tidigare säteri i Ripsa socken, Nyköpings kommun, Södermanlands län. Gården med rötter tillbaka till medeltiden ligger naturskön vid Edebysjön.

## Historik

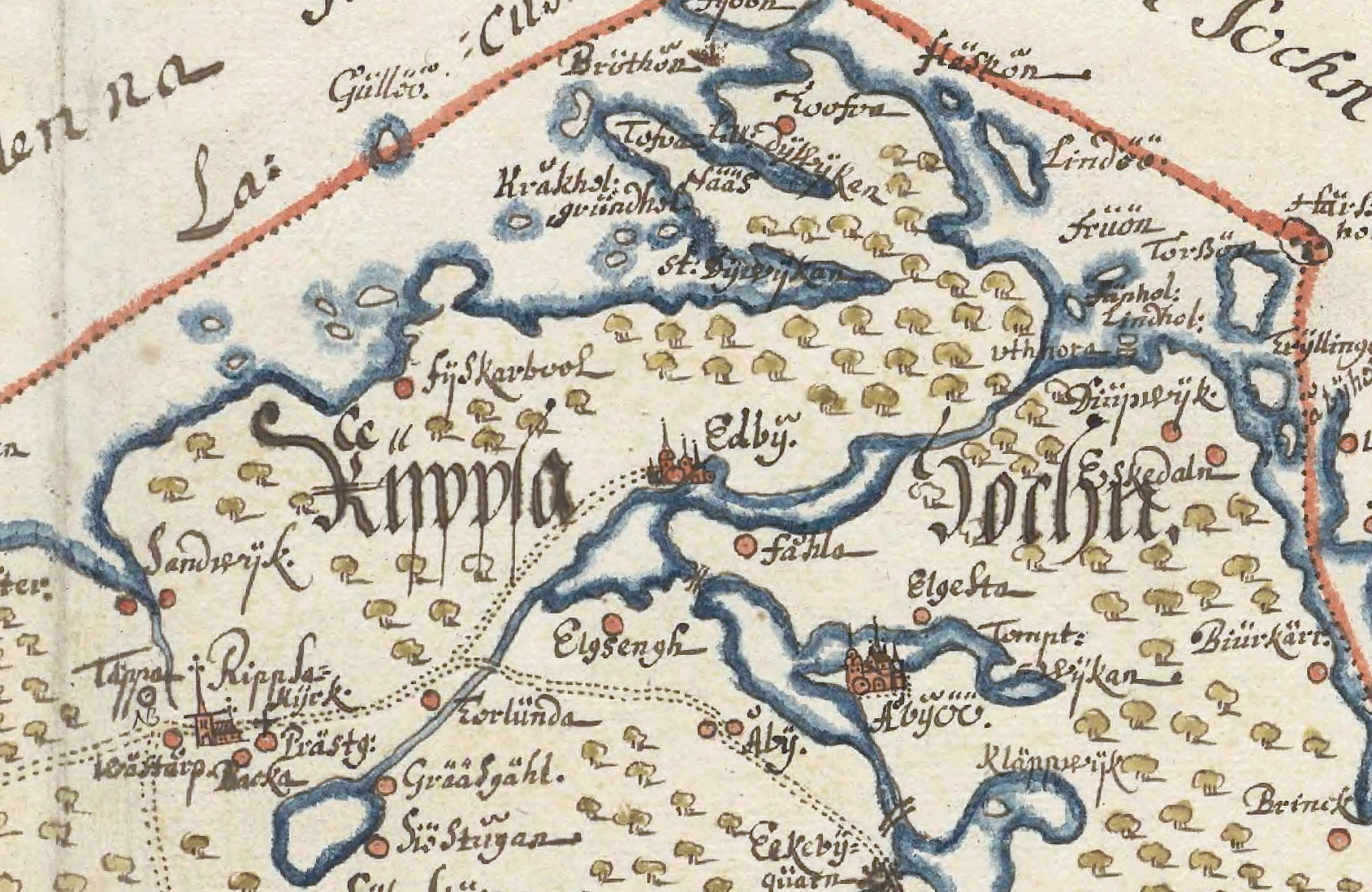
Edeby, 1677.

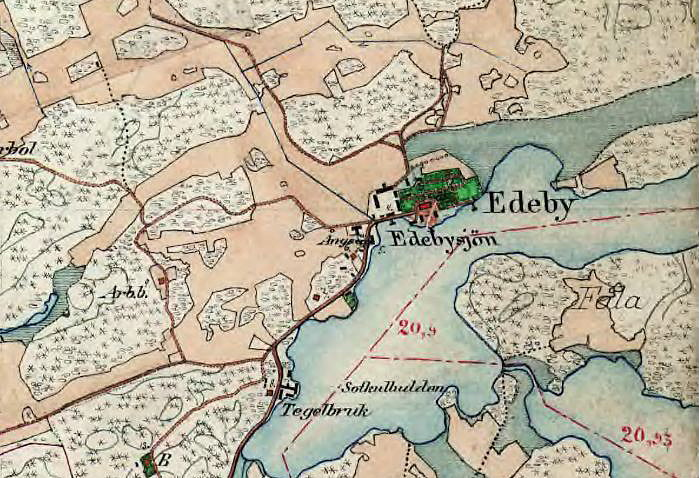
Edeby, 1890-talet.

Edeby omnämns i skrift redan 1397 där det talas om en olfuir j edheby. Gården tillhörde under 1500-talets tidigare hälft släkten Tott, den äldste kände är Axel Laurensson Tott. 1599 drogs gården in till kronan men redan sju år senare återvann Göran Claesson Stiernsköld gården genom en rättsprocess. 
Egendomen kom sedan genom giftermål respektive arv till medlemmar av släkterna Liljeörn, Stenbock, Bielkenstierna och Skytte. Anna Bielkenstierna, gift med Jakob Skytte, kom att äga Edeby från omkring 1630-talet. Deras barn Christina Anna Skytte (gift med friherren Gustaf Drake) och Gustaf Adolf Skytte bebodde gården under några år. Dessa tre ägnade sig åt sjöröveri. Gustaf Adolf avrättades 1663 medan Christina Anna och hennes make Gustaf Drake flydde till Tyskland och undvek straff. De återvände till Sverige 1668, och blev då benådade.
Anna och Jacob Skyttes son, Johan Skytte, tillträdde egendomen 1663 och sålde den 1676. Därefter hade gården sju ägare under 120 år, bland dem släkten Posse af Säby med godsägaren och landshövdingen Mauritz Nilsson Posse (1632–1702) gift med Johan Skyttes dotterdotter, Maria Gyllenstierna (född 1639). Mauritz Nielsson Posse ägde Edeby från och med 1686 och hans sonson Mauritz Posse till Edeby efter 1724. Han avled ogift och barnlös varpå egendomen köptes av släkten Thorsson genom brukspatronen Samuel Thorsson, som ägde gården till 1817. 
År 1843 köpte kammarherren Ture von Eckerman gården av Maria Thorsson och egendomen stannade sedan inom släkten von Eckerman i flera generationer. Mellan 1922 och 1969  ägdes Edeby av mineralogen Harry von Eckermann. Nuvarande ägare är sedan 1992 affärsmannen Melker Schörling som förvärvade egendomen för 32 miljoner kronor från släkten von Eckermann.

## Bebyggelsen

### Huvudbyggnad

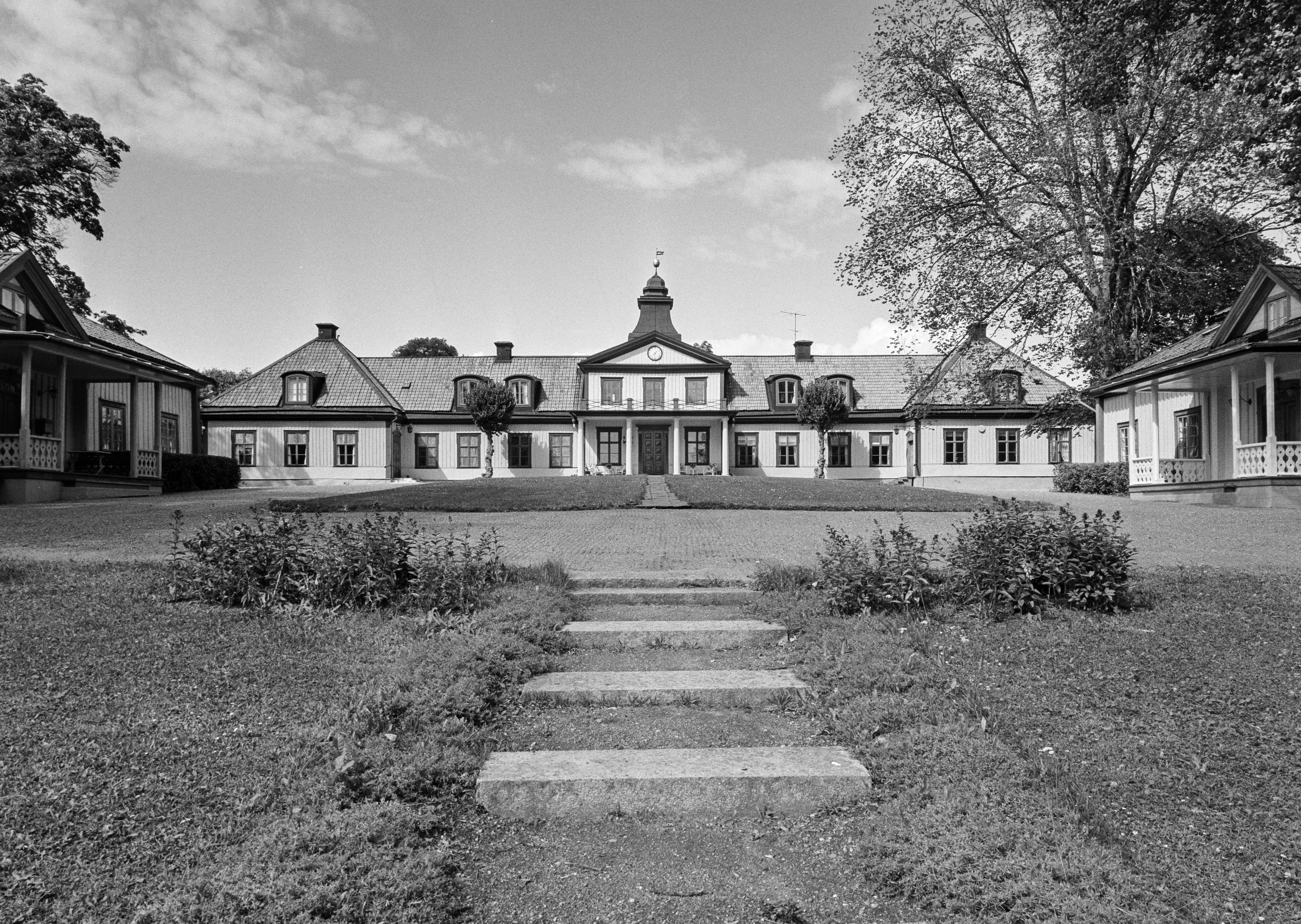
Huvudbyggnaden från sjösidan, 1968.

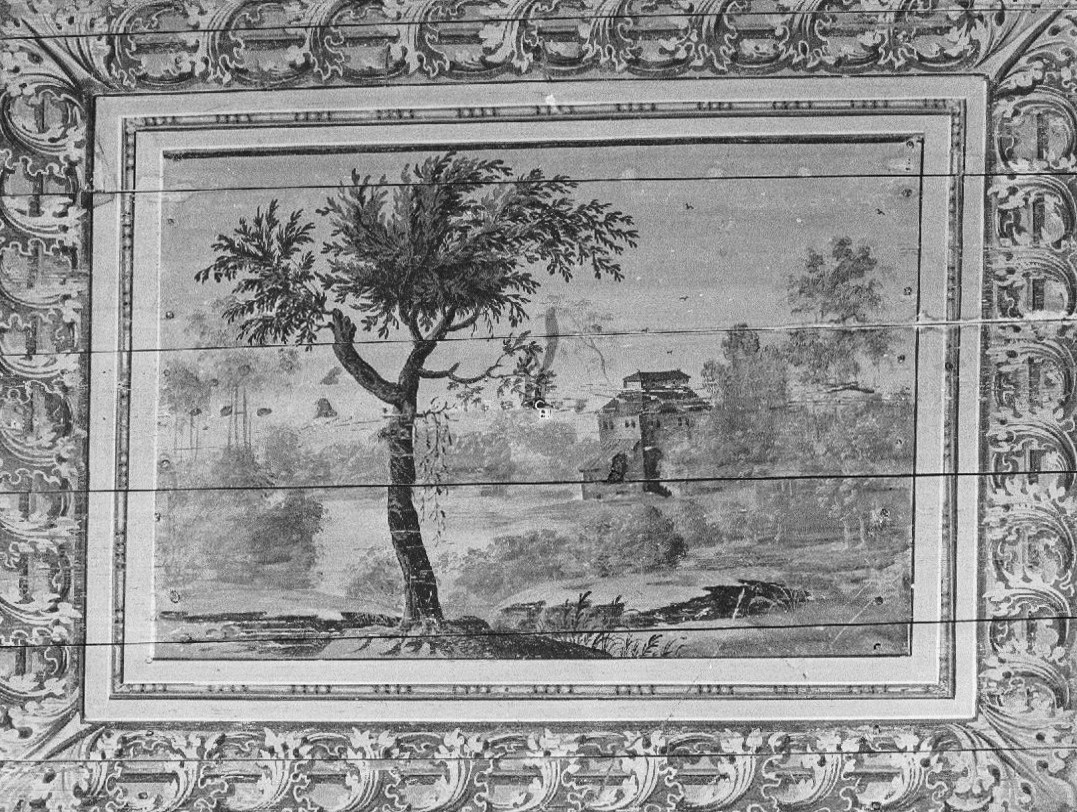
Takmålning i östra flygeln.

Gårdens bebyggelse ligger naturskön vid Edebysjön som är en trång vik av Båven. Om medeltidens Edeby vet man inte mycket. Innan sjösänkningar och invallningar, som förändrade topografin, låg gården på en mindre ö i Båven. Den tidigaste informationen om bebyggelsen härrör från 1680-talets början då uppges att det rörde sig om ”ett välbyggt säteri” med stora träbyggnader byggda ”på förra manéret”. Läget framgår av Anders Andressons karta över Ripsa och Lids socknar från 1677. 
Den 1 augusti 1687 slog blixten ner och en stor del av byggnaden förstördes. Dåvarande ägaren, Mauritz Posse, började förmodligen omedelbart med återuppbyggnaden, men i vilken takt är okänd. De äldsta bevarade delarna återfinns idag i östra flygeln som kan vara från 1600-talets början och klarade branden 1687.
Corps de logi består av en långsträckt huvudbyggnad uppförd i timmer. Den utgörs av en våning med två fasta med huvudbyggnaden sammanfogade pocher. Tidigare var de fristående hörnpaviljonger. Huvudbyggnaden daterar sig förmodligen till tiden 1650–1700. Den restaurerades och fick sitt nuvarande utseende med frontespis och centraltorn troligen år 1751 när  Mauritz Nilsson Posses sonson, Mauritz Posse till Edeby (1722–1793), var ägare. En vindflöjel med årtal 1751 kan tolkas som slutpunkten för de viktigaste byggarbetena. Mot söder och vattnet märks även två fristående flyglar. 
Under familjen von Eckerman utfördes flera ombyggnader och moderniseringar. Först på 1800-talets slut inreddes ett kök i huvudbyggnaden. En av de sista större restaureringarna utfördes 1923–1924 under ledning av arkitekt Arre Essén.

### Interiörbilder
Fotografen Erik Liljeroth gjorde 1965 och 1968 en serie interiörbilder på Edeby när familjen von Eckerman bebodde gården. Bildserien togs i samband  med bokpublikationen Slott och herresäten i Sverige (Södermanland del 1). Dessa fotografier digitaliserades 2020 i ett samarbetsprojekt mellan Nordiska museet och Riksarkivet med målet att testa och utforska metoder för hur bildarkiv kan massdigitiseras.

Liljeroths interiörbilder
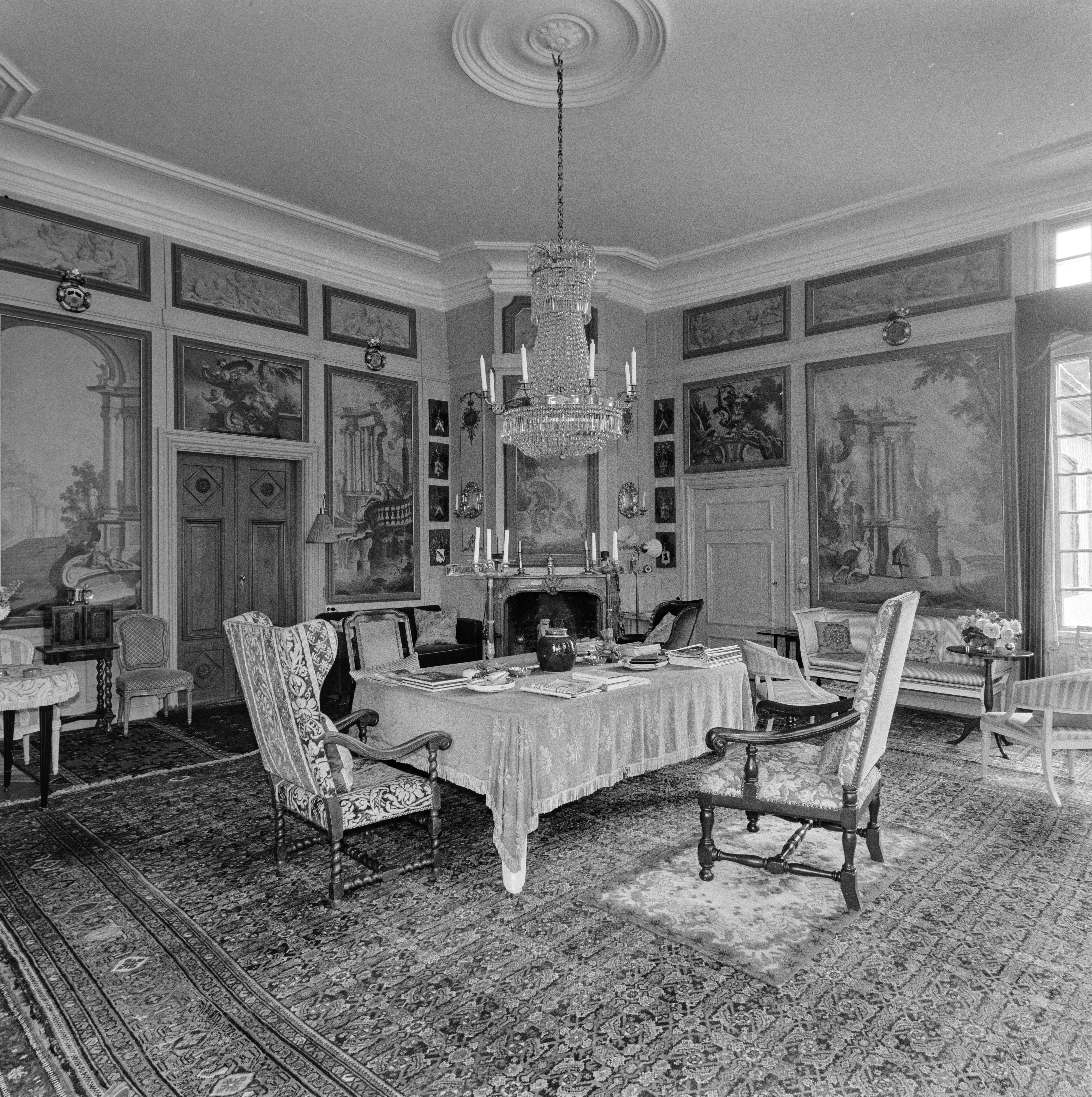
Salen.
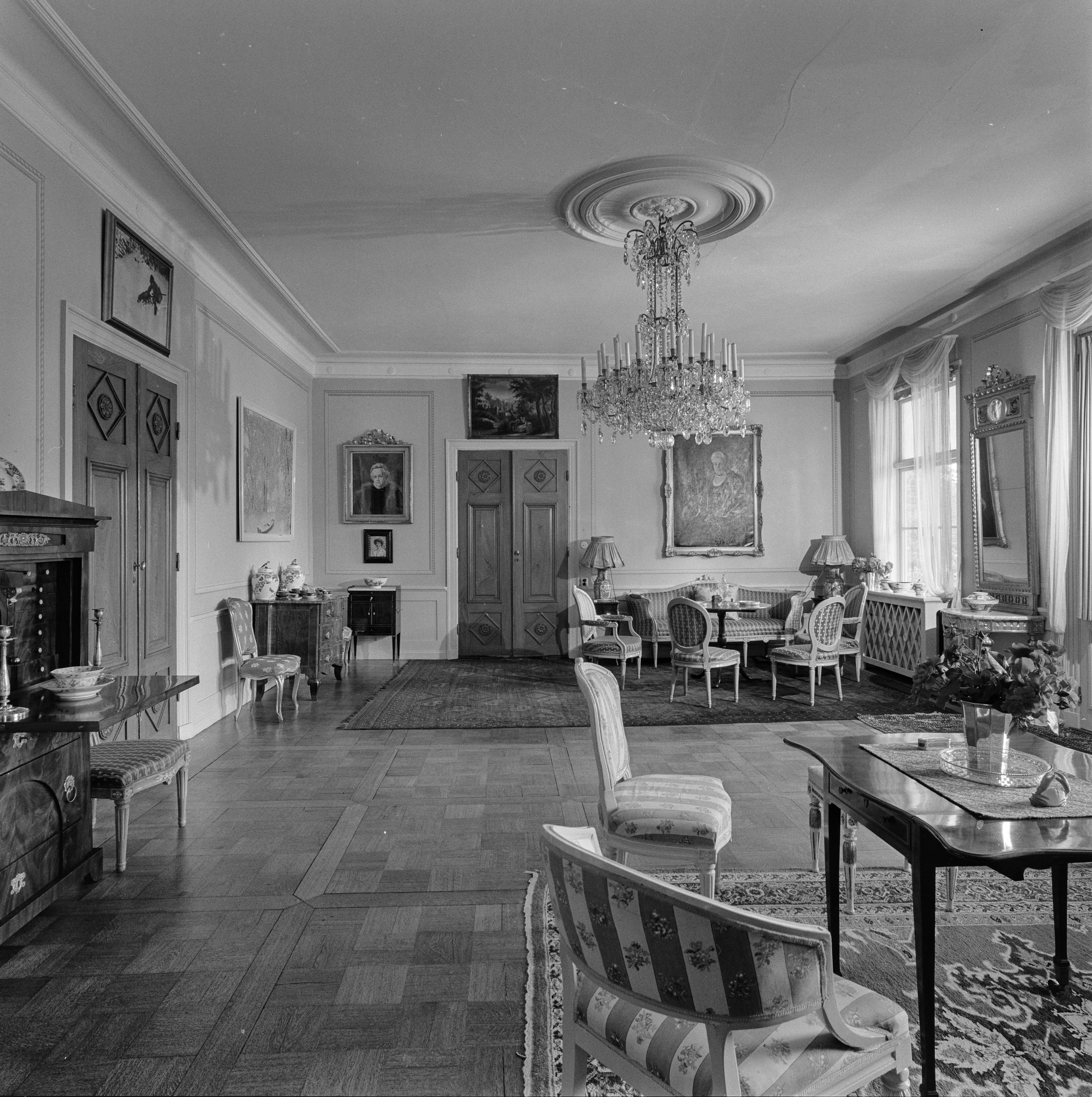
Salongen.
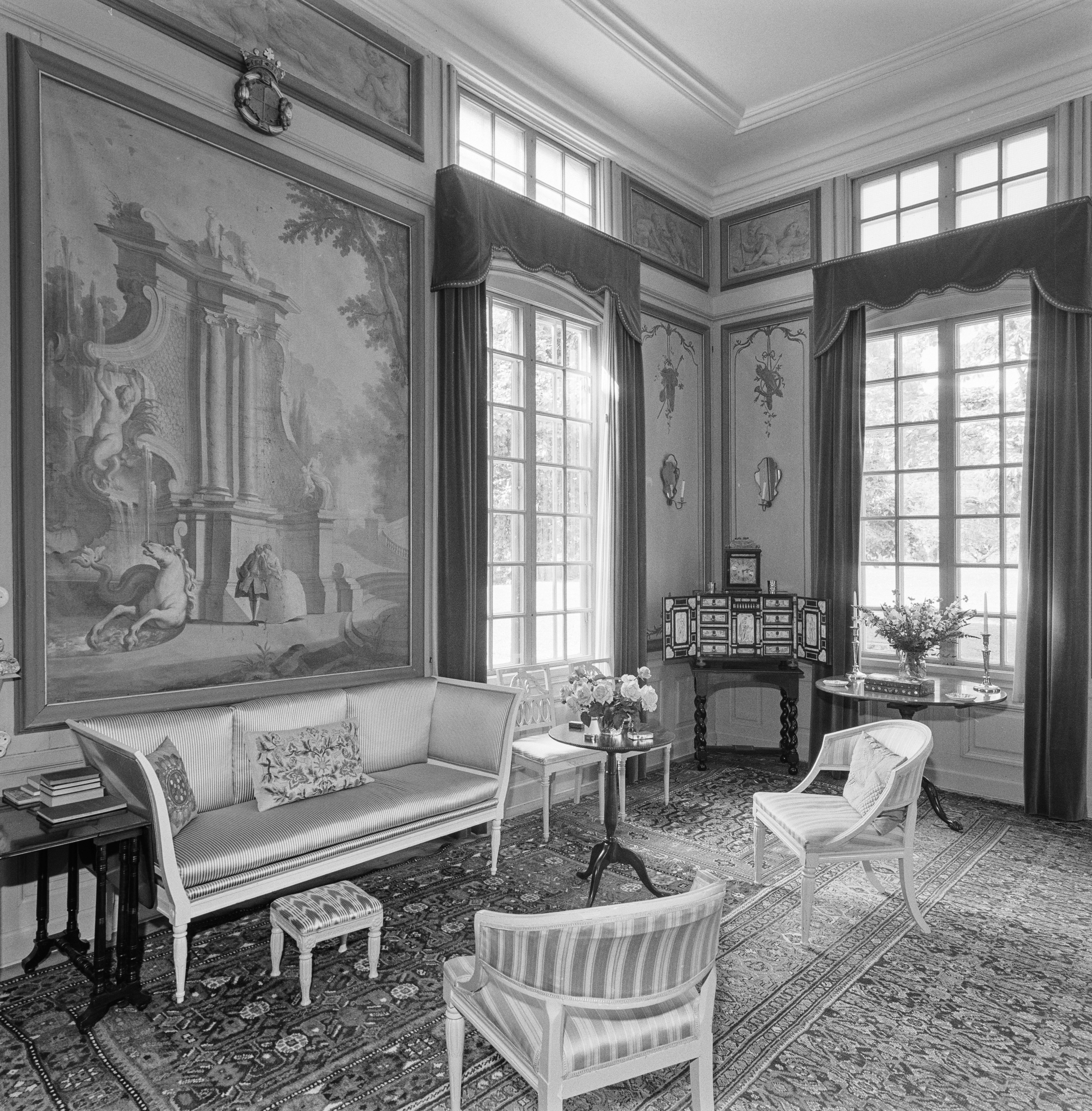
Salongen.
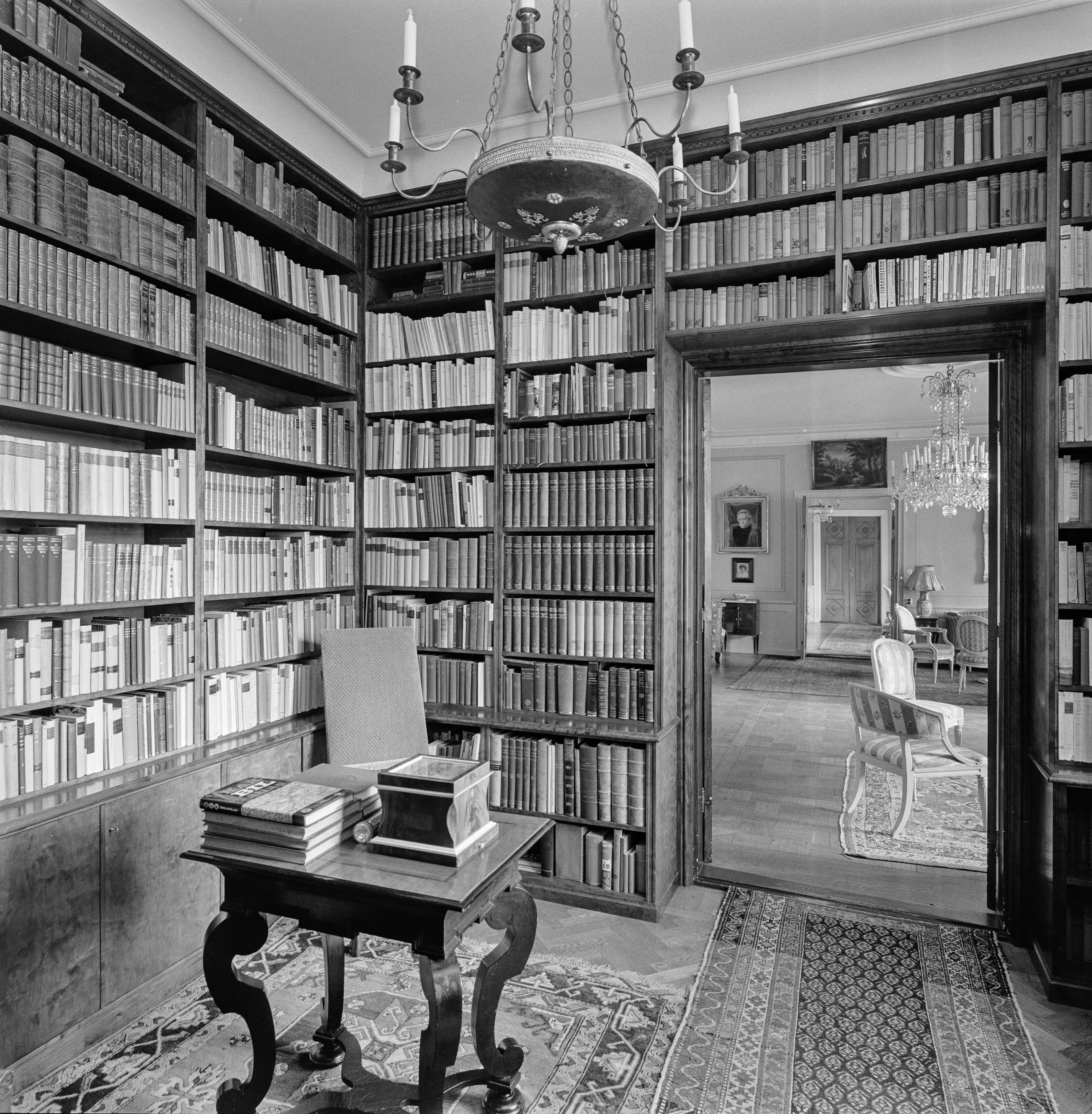
Biblioteket.
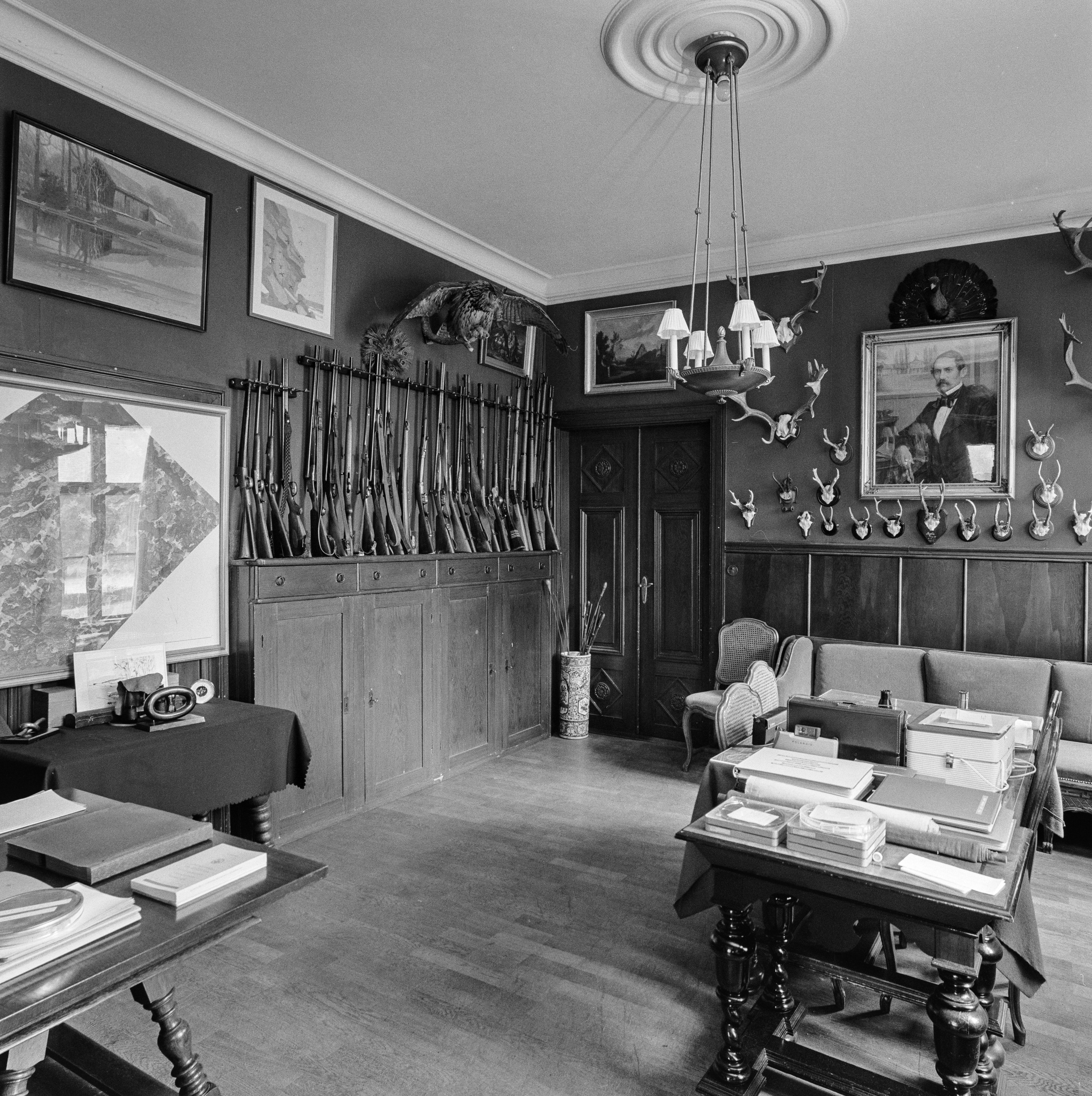
Arbetsrummet.
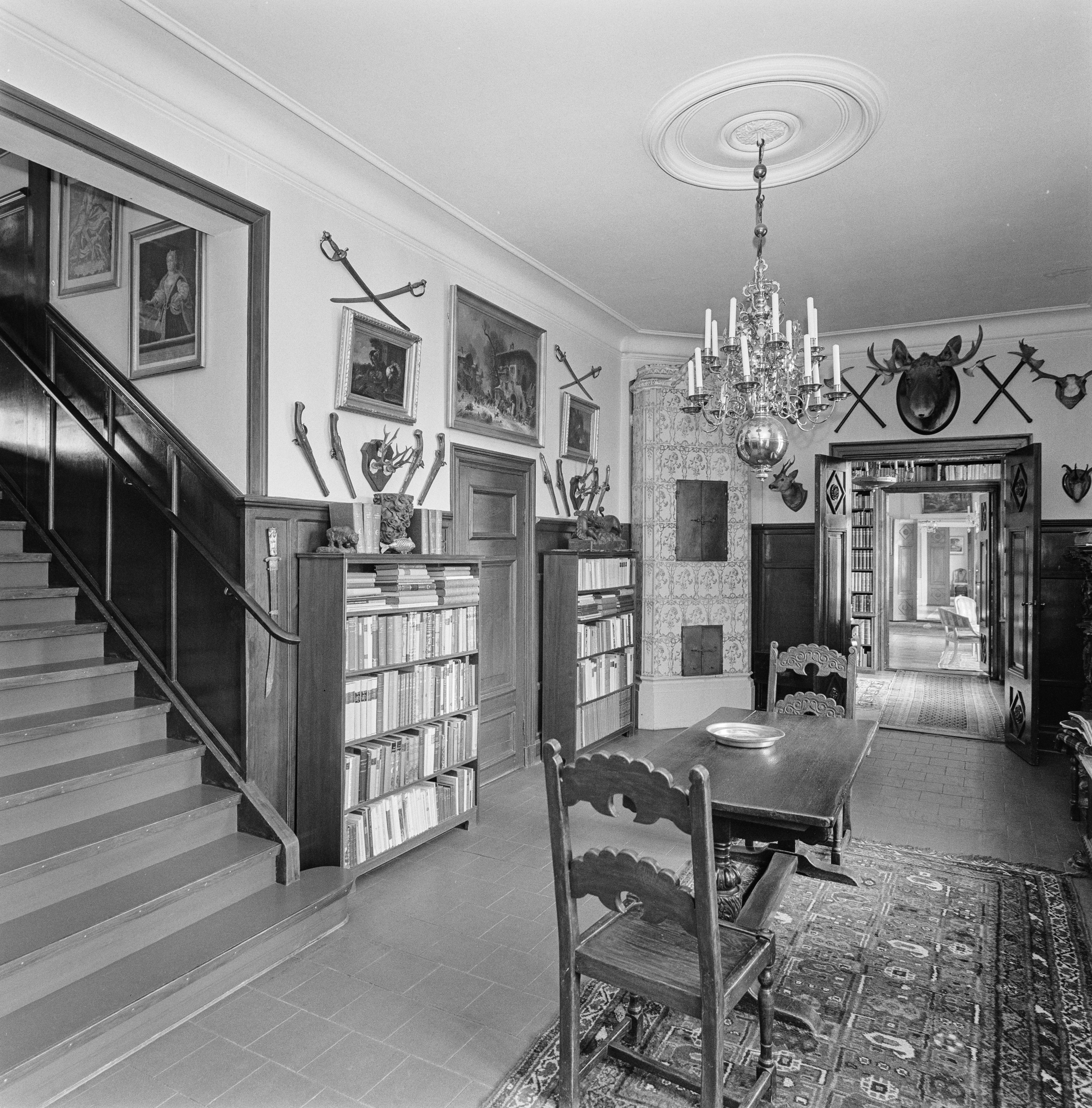
Entréhallen.

### Övriga byggnader
Till Edeby hörde bland annat utgården Tova, belägen cirka 2,2 kilometer norr om huvudbebyggelsen. Tova omtalas första gången 1559 och på 1640-talet lagd som ladugård under Edeby. Därifrån kommer en ståtlig parstuga från omkring 1640 med en vackert målningsdekorerad sal daterad 1641, troligen uppförd under Johan Skytte i samband med att gården blev säteriladugård. Denna parstuga flyttades till Nyköpingshus 1951.
Under 1800-talets slut låg 27 torp av olika storlekar under Edeby. Till gården hörde ett tegelbruk, ett kalkstensbrott, en husbehovssåg och två kvarnar. Gårdens ekonomibyggnader ligger samlade nordväst om huvudbebyggelsen. En av de tidigare stallbyggnaderna med vagnbod ombyggdes under von Eckermans tid till ett forskningslaboratorium för geologi och mineralogi.

Nutida bilder
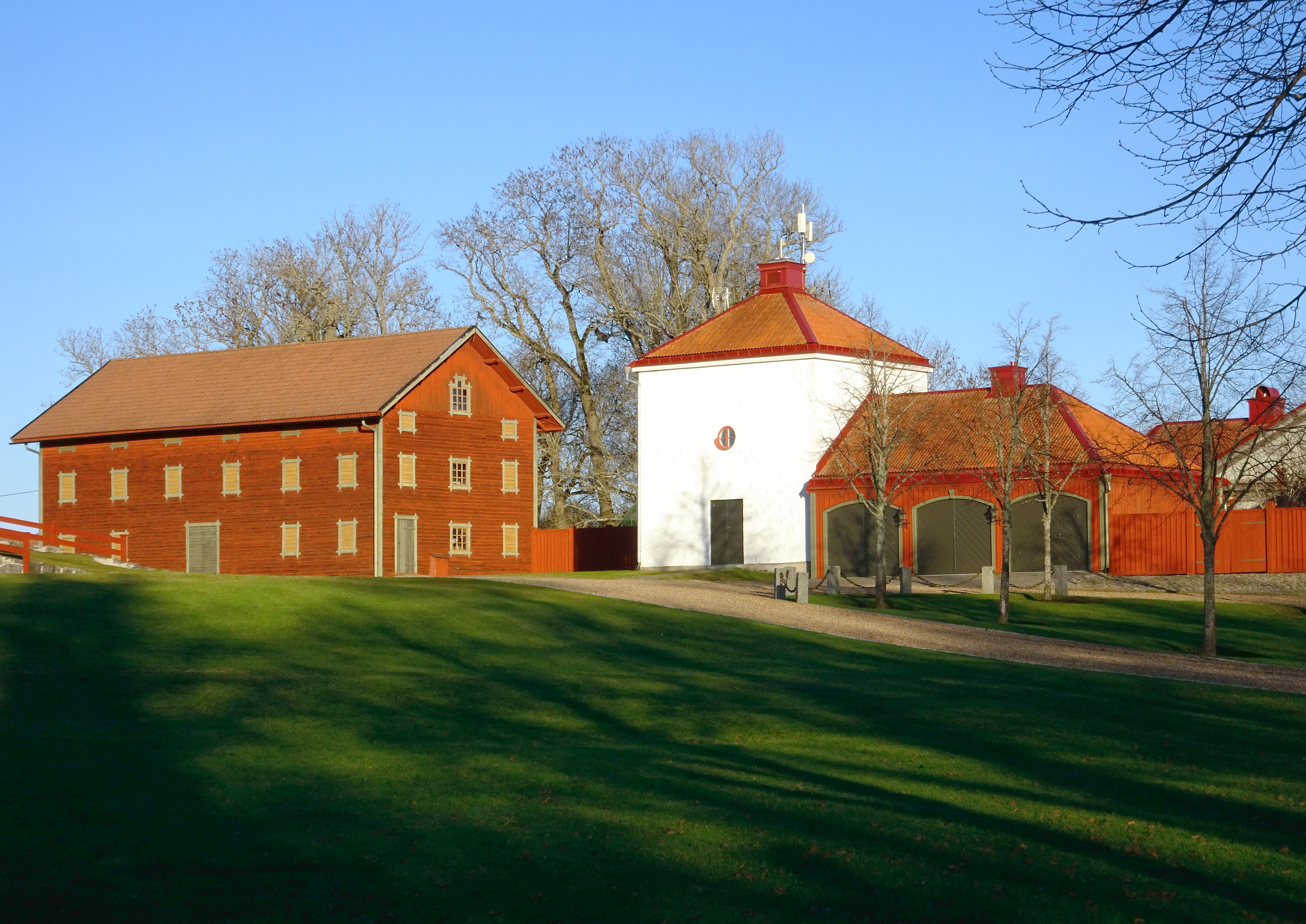
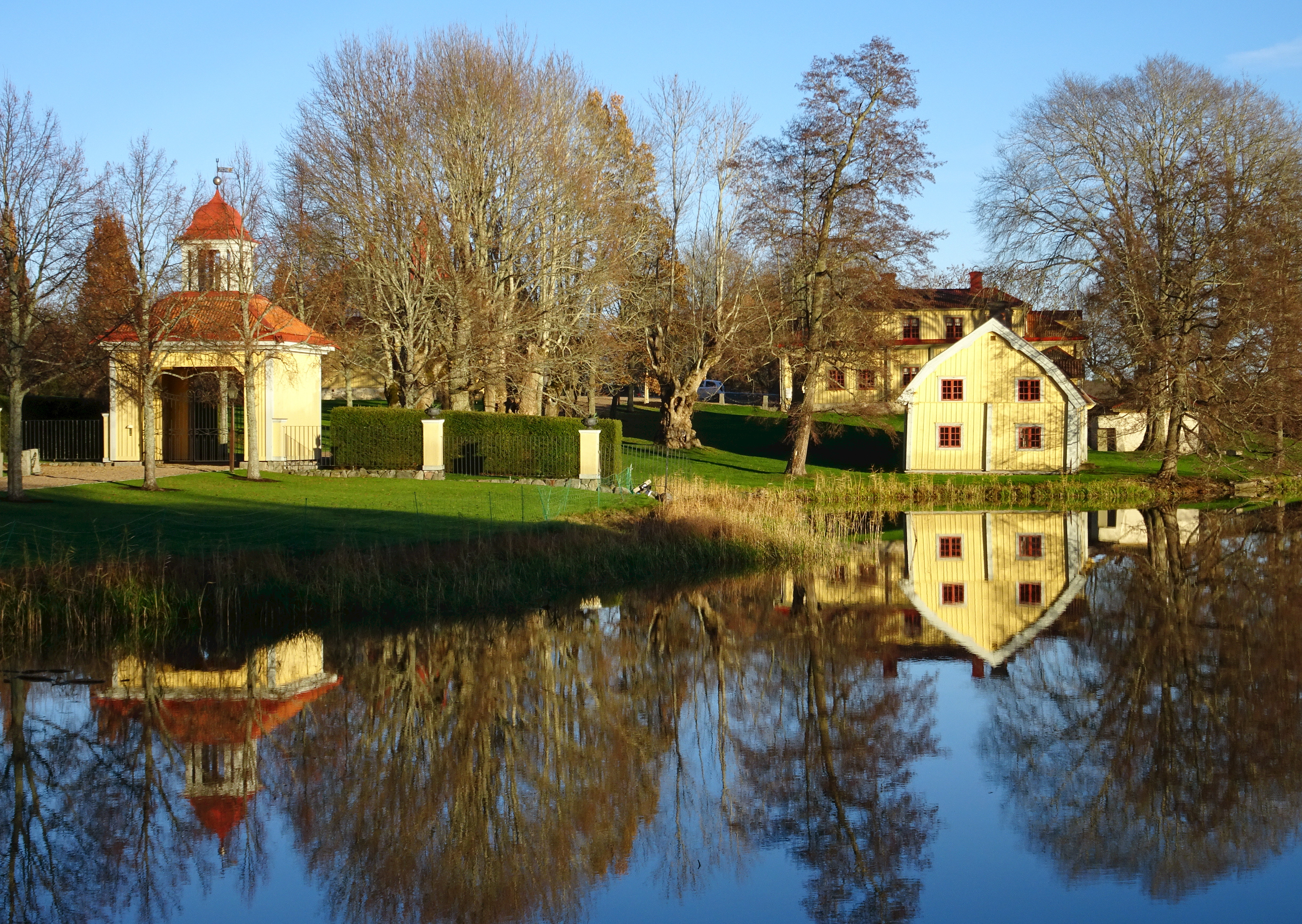
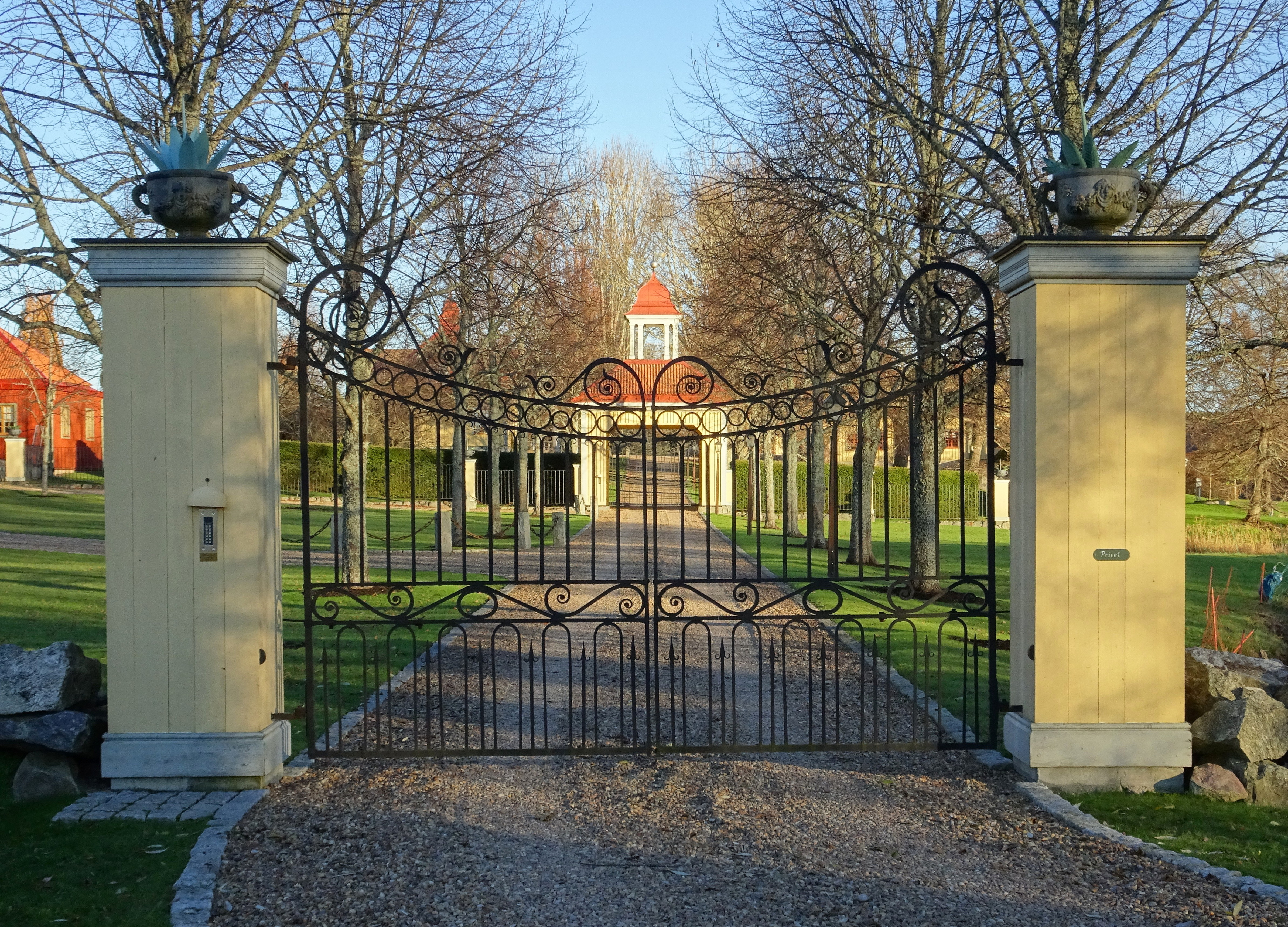
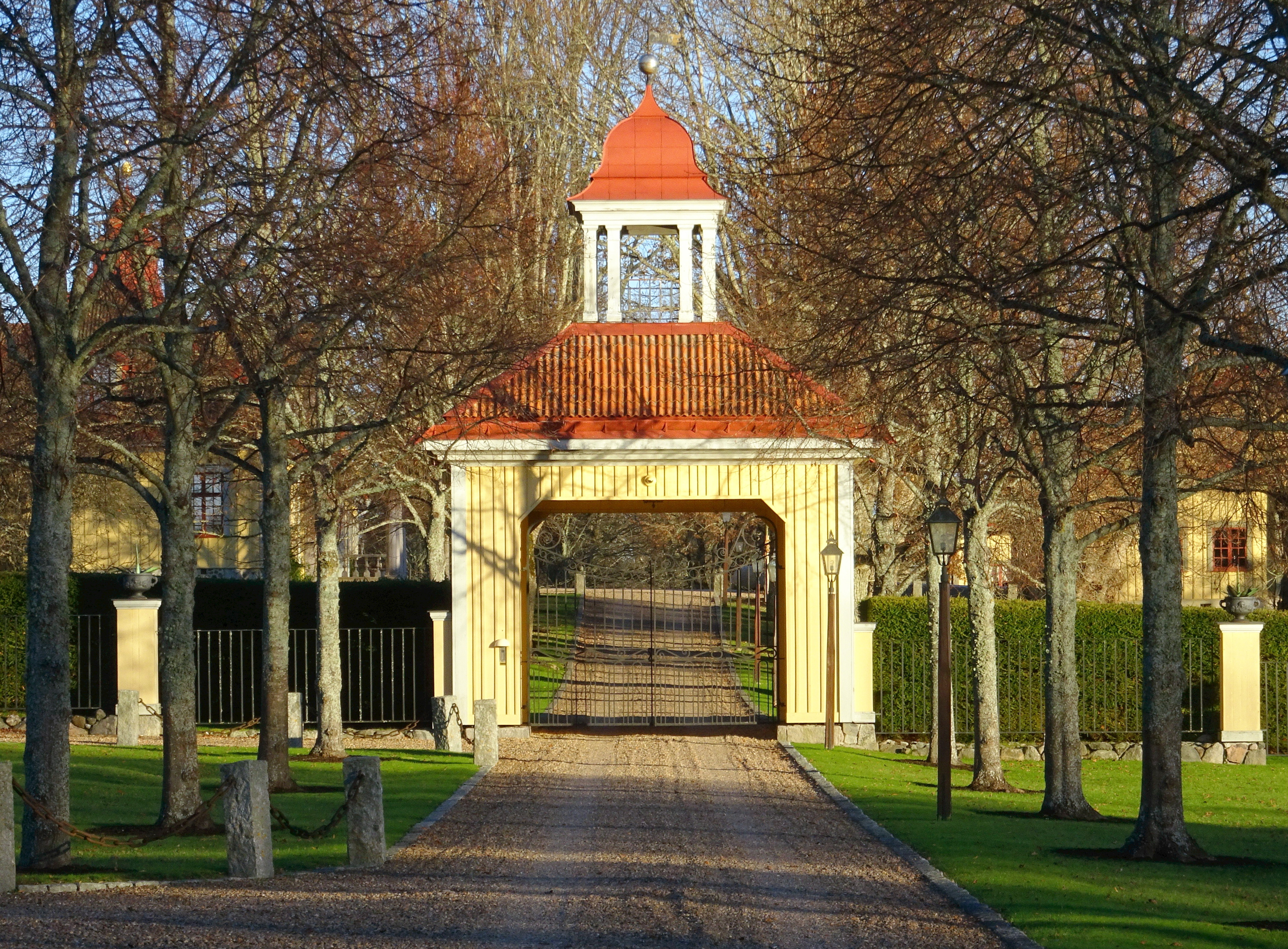

## Verksamhet
Egendomen Edeby omfattar 3 800 hektar mark och 1 000 ha eget vatten. På gården bedrivs ett aktivt skogs- och jordbruk på 3 250 ha skogsmark samt 550 ha jordbruksmark. Jordbruket består till största delen av vall och naturbeten som nyttjas av gårdens dikobesättning på 70 dikor och rekryteringsdjur. På gården bedrivs även hyresförvaltning med ett trettiotal hyresfastigheter samt förvaltning av gårdens kulturbyggnader, trädgårds- och parkförvaltning. På Edeby drivs också jakt och viltvård.

## Ägarlängden
- 1482 – Axel Laurensson Tott
- 1544 – Karin Tott
- 1558 – Måns Ivarsson
- 1582 – Karin Månsdotter
- 1599 – Kronan
- 1606 – Jöran Claesson Stiernsköld
- 1611 – Nils Claesson Bielkenstierna
- 1622 – Kerstin Bielkenstierna
- 1630 (cirka) – Anna Bielkenstierna
- 1663 – Johan Skytte
- 1676 – Johan Gyllenstierna
- 1686 – Mauritz Nilsson Posse
- 1702 – Mauritz Posse
- 1724 – Mauritz Posse till Edeby
- 1788 – Samuel Thorsson
- 1817 – Carnelius Thorsson
- 1832 – Maria Thorsson
- 1843 – Ture von Eckermann
- 1901 – Erik von Eckermann
- 1920 – August von Eckermann
- 1922 – Harry von Eckermann
- 1969 – Erik von Eckermann
- 1992 – Melker Schörling